# 魯德尼亞-塔利斯卡
50°51′24″N 29°59′6″E / 50.85667°N 29.98500°E
魯德尼亞-塔利斯卡（烏克蘭語：Рудня-Тальська）是位於烏克蘭北部的村莊，由基辅州维什霍罗德区的伊萬基夫市鎮負責管轄。該村始建於1600年，面積1平方公里，海拔高度125米，2001年人口255，人口密度每平方公里255人。